# Popmart Tour
Die Popmart Tour von U2 dauerte vom 25. April 1997 (Las Vegas) bis zum 21. März 1998 (Johannesburg). Sie war die Tour zu dem im März 1997 veröffentlichten Album Pop.
Alle Konzerte fanden im Freien statt. Erstmals gaben U2 Konzerte in Israel, in Südamerika, Bosnien, Polen, Tschechien, Griechenland und Afrika. Das Konzert vom 3. Dezember in Mexiko-Stadt wurde aufgezeichnet und als VHS (Popmart Live From Mexico City) vermarktet, im September 2007 erschien das Konzert auch auf DVD, wobei das Bild und der Klang nochmals verbessert wurden. Auch das limitierte Live-Album (Hasta La Vista Baby!) stammt von diesem Konzert.

## Die Bühne
Die Bühne der Popmart Tour war 60 Meter breit, 25 Meter hoch und 15 Meter tief. Durch einen am rechten Ende der Bühne schräg angebrachten Cocktailstab, an dem eine Olive aufgespießt war, erreichte die Bühne eine Höhe von 40 Metern. Ebenfalls am rechten Ende schwebte eine verchromte Zitrone mit einer Höhe von 12 Metern. Im Hintergrund der Bühne befand sich ein 700 Quadratmeter großer Bildschirm. Bis 2007 war es der größte LED-Schirm, der jemals für ein Konzert gebaut wurde. Über der Band stand ein Bogen, an dem 60 rote Boxen (Clair Brothers S4) im Halbkreis aufgehängt waren. Rechts von den Bandmitgliedern ragte ein Catwalk in der Form eines halben U’s in das Publikum; am Ende des Catwalks befand sich eine sogenannte B-Stage (Vorbühne), auf der U2 einige Lieder wie Discothéque und With or Without You spielten. Zum Transport der Bühne waren 75 Trucks und eine Boeing 747 notwendig. Da der Auf- und Abbau der Bühne viel Zeit benötigte, wurden drei Popmart-Bühnen gleichzeitig eingesetzt.
U2 treten immer über den Catwalk auf, während das Intro Pop Muzik über die PA abläuft und auf dem Bildschirm groß POP steht, wobei im Buchstaben O verschiedene Karikaturen abgespielt werden.

## Leg1, Nordamerika
- Konzerte: 29
- Länder: 2
- Städte: 22
- Quelle: u2gigs.com[2]

Bis auf drei Konzerte in Kanada (Winnipeg und Edmonton) fanden alle Konzerte in den USA statt.
- 25. April 1997 Las Vegas – Sam Boyd Stadium – USA
- 28. April 1997 San Diego – Jack Murphy Stadium – USA
- 1. Mai 1997 Denver – Mile High Stadium – USA
- 3. Mai 1997 Salt Lake City – Rice Stadium – USA
- 6. Mai 1997 Eugene – Autzen Stadium, University of Oregon – USA
- 9. Mai 1997 Tempe – Sun Devil Stadium, Arizona State University – USA
- 12. Mai 1997 Dallas – Cotton Bowl – USA
- 14. Mai 1997 Memphis – Liberty Bowl – USA
- 16. Mai 1997 Clemson – Clemson Memorial Stadium, Clemson University – USA
- 19. Mai 1997 Kansas City – Arrowhead Stadium – USA
- 22. Mai 1997 Pittsburgh – Three Rivers Stadium – USA
- 24. Mai 1997 Columbus – Ohio Stadium – USA
- 26. Mai 1997 Washington, D.C. – Robert F. Kennedy Stadium – USA
- 31. Mai 1997 East Rutherford – Giants Stadium – USA
- 1. Mai 1997 East Rutherford – Giants Stadium – USA
- 3. Mai 1997 East Rutherford – Giants Stadium – USA
- 8. Mai 1997 Philadelphia – Franklin Field – USA
- 12. Mai 1997 Winnipeg – Winnipeg Stadium – Kanada
- 14. Mai 1997 Edmonton – Commonwealth Stadium – Kanada
- 15. Mai 1997 Edmonton – Commonwealth Stadium – Kanada
- 18. Mai 1997 Oakland – Oakland Coliseum Stadium – USA
- 19. Mai 1997 Oakland – Oakland Coliseum Stadium – USA
- 21. Mai 1997 Los Angeles – Los Angeles Memorial Coliseum – USA
- 25. Mai 1997 Madison – Camp Randall Stadium – USA
- 27. Mai 1997 Chicago – Soldier Field – USA
- 28. Mai 1997 Chicago – Soldier Field – USA
- 29. Mai 1997 Chicago – Soldier Field – USA
- 1. Juni 1997 Foxboro – Foxboro Stadium – USA
- 2. Juni 1997 Foxboro – Foxboro Stadium – USA

## Leg2, Europa
- Konzerte: 32
- Länder: 21
- Städte: 30
- Quelle: u2gigs.com[3]

Bis auf das letzte Konzert in Tel Aviv, (Israel) fanden alle Konzerte in Europa statt.
- 18. Juli 1997 Rotterdam – Feyenoord Stadium, De Kuip – Niederlande
- 19. Juli 1997 Rotterdam – Feyenoord Stadium, De Kuip – Niederlande
- 25. Juli 1997 Werchter – Festival Grounds – Belgien
- 27. Juli 1997 Köln – Butzweilerhof – Deutschland
- 29. Juli 1997 Leipzig – Festwiese – Deutschland
- 31. Juli 1997 Mannheim – Maimarkt – Deutschland
- 2. August 1997 Göteborg – Ullevi – Schweden
- 4. August 1997 Kopenhagen – Parken – Dänemark
- 6. August 1997 Oslo – Valle Hovin – Norwegen
- 9. August 1997 Helsinki – Olympiastadion – Finnland
- 11. August 1997 Białystok – Stadion Miejski (Białystok) – Polen
- 12. August 1997 Warschau – Sluzewiec Racetrack – Polen
- 14. August 1997 Prag – Strahov Stadium – Tschechien
- 15. August 1997 Pécs – Lauber Dezső Sports Hall, Ungarn
- 16. August 1997 Wiener Neustadt – Flugfeld Ost, Arena Nova – Österreich
- 18. August 1997 Nürnberg – Zeppelinfeld – Deutschland
- 20. August 1997 Hannover – Expo-Messegelände – Deutschland
- 22. August 1997 London – Wembley-Stadion – England
- 23. August 1997 London – Wembley-Stadion – England
- 26. August 1997 Belfast – Botanic Gardens – Nordirland
- 28. August 1997 Leeds – Roundhey Park – England
- 30. August 1997 Dublin – Lansdowne Road Stadium – Irland
- 31. August 1997 Dublin – Lansdowne Road Stadium – Irland
- 2. September 1997 Edinburgh – Murrayfield Stadium – Schottland
- 6. September 1997 Paris – Parc des Princes – Frankreich
- 9. September 1997 Madrid – Estadio Vicente Calderón – Spanien
- 11. September 1997 Lissabon – Estádio José de Alvadale – Portugal
- 13. September 1997 Barcelona – Estadi Olímpic de Montuic – Spanien
- 15. September 1997 Montpellier – Espace Grammont – Frankreich
- 18. September 1997 Rom – Aeroport Del Urbe – Italien
- 20. September 1997 Reggio nell’Emilia – Festival Grounds – Italien
- 23. September 1997 Sarajevo – Kosevo Stadion – Bosnien
- 26. September 1997 Thessaloniki – Harbour – Griechenland
- 30. September 1997 Tel Aviv – Hayarkon Park – Israel

## Leg3, Nord- und Mittelamerika
- Konzerte: 17
- Länder: 3
- Städte: 15
- Quelle: U2 PopMart 3rd leg: North America – U2 on tour[4]

Ähnlich wie im ersten Leg fanden die meisten Konzerte in den USA statt.
- 26. Oktober 1997 Toronto – Sky Dome – Kanada
- 27. Oktober 1997 Toronto – Sky Dome – Kanada
- 29. Oktober 1997 Minneapolis – Hubert H. Humphrey Metrodome – USA
- 31. Oktober 1997 Detroit – Pontiac Silverdome – USA
- 2. November 1997 Montreal – Stade Olympique – Kanada
- 8. November 1997 St. Louis – Trans World Dome – USA
- 10. November 1997 Tampa – Houlihan's Stadium – USA
- 12. November 1997 Jacksonville – Municipal Stadium – USA
- 14. November 1997 Miami – Player Stadium – USA
- 21. November 1997 New Orleans – Louisiana Superdome – USA
- 23. November 1997 San Antonio – Alamodome – USA
- 26. November 1997 Atlanta – Georgia Dome – USA
- 28. November 1997 Houston – Astrodome – USA
- 2. Dezember 1997 Mexiko-Stadt – Autódromo Hermanos Rodríguez – Mexiko
- 3. Dezember 1997 Mexiko-Stadt – Autódromo Hermanos Rodríguez – Mexiko
- 9. Dezember 1997 Vancouver – BC Place Stadium – Kanada
- 12. Dezember 1997 Seattle – Kingdome – USA

## Leg4, Rest der Welt
- Konzerte: 15
- Länder: 6
- Städte: 12
- Quelle: U2 PopMart 4th leg: Rest of The World – U2 on tour[5]

Die Konzerte fanden in Südafrika, Australien, Japan und in Südamerika statt.
- 27. Januar 1998 Rio de Janeiro – Autódromo Internacional Nelson Piquet – Brasilien
- 30. Januar 1998 São Paulo – Morumbi-Stadion – Brasilien
- 31. Januar 1998 São Paulo – Morumbi-Stadion – Brasilien
- 5. Februar 1998 Buenos Aires – Estadio River Plate – Argentinien
- 6. Februar 1998 Buenos Aires – Estadio River Plate – Argentinien
- 7. Februar 1998 Buenos Aires – Estadio River Plate – Argentinien
- 11. Februar 1998 Santiago de Chile – Estadio Nacional – Chile
- 17. Februar 1998 Perth – Burswood Dome – Australien
- 21. Februar 1998 Melbourne – Waverley Park – Australien
- 25. Februar 1998 Brisbane – ANZ Stadium – Australien
- 27. Februar 1998 Sydney – Sydney Football Stadium – Australien
- 5. März 1998 Tokio – Tokio Dome (Big Egg) – Japan
- 11. März 1998 Osaka – Osaka Dome – Japan
- 16. März 1998 Kapstadt – Green-Point-Stadion – Südafrika
- 21. März 1998 Johannesburg – Johannesburg Stadium – Südafrika

## Tourstatistik
- Konzerte: 93
- Zuschauer: 4,46 Millionen
- Länder: 30
- Städte: 78
- Konzerte in Nordamerika: 44
- Konzerte in Süd- und Mittelamerika: 9
- Konzerte in Afrika: 2
- Konzerte in Europa: 31
- Konzerte in Asien: 3
- Konzerte in Ozeanien: 4